# Adelzhausen
Adelzhausen est une commune de Bavière (Allemagne) de 1 590 habitants, située dans l'arrondissement d'Aichach-Friedberg.